# 내면
내면(內面)은 강원특별자치도 홍천군 동부에 위치한 면이다. 면적 448.31km2으로 대한민국에서 가장 넓은 면이다.

## 개요
대한민국에서 가장 넓은 면적을 가진 구역(지자체 직하 단위)으로 해발 600m 이상의 고지대에 위치하고 있으며, 천혜의 아름다운 자연 경관을 간직한 평화롭고 살 기좋은 고장이다.
특히 계방산, 삼봉자연휴양림(약수터), 칡소폭포, 살둔산장 등은 대한민국 어느 곳과 견주어 전혀 손색이 없는 으뜸 관광지이며,해발 600m 이상에서 재배되는 고랭지 채소와 산나물 등 청정 농산물은 또 하나의 자랑이다.

## 역사
- 1906년 이전 : 강릉군에 속함, 조선시대 편찬된 만은 지도에는 내면이라 표기되 있으며 일리, 이리, 삼리가 표시되 있다.
- 1895년 : 내일면, 내산면으로 분할
- 1906년 (광무10년) : 인제군에 이속
- 1914년 : 다시 두 면을 병합하여 내면이라 하고 6개리로 개편
- 1945년 인제군의 대부분이 공산치하로 들어가고 나머지는 모두 홍천군에 편입
- 1954년 수복지구임시행정조치법의 시행으로 홍천군의 행정구역으로 확정
- 1973년 7월 1일 : 양양군 서면 명개리를 편입함[1] (면적 약 69km2)

## 행정 구역
| 법정리 | 한자명 | 행정리                             | 비고                            |
| ------ | ------ | ---------------------------------- | ------------------------------- |
| 광원리 | 廣院里 | 광원1리, 광원2리, 광원3리          |                                 |
| 명개리 | 明開里 | 명개리                             | 1973년 7월 양양군 서면에서 편입 |
| 방내리 | 坊內里 | 방내1리, 방내2리, 방내3리          |                                 |
| 율전리 | 栗田里 | 율전1리, 율전2리                   |                                 |
| 자운리 | 紫雲里 | 자운1리, 자운2리, 자운3리, 자운4리 |                                 |
| 창촌리 | 蒼村里 | 창촌1리, 창촌2리, 창촌3리          | 면 행정복지센터 소재지          |